# No Way Out 2008
No Way Out 2008 was een professioneel worstel-pay-per-viewevenement dat geproduceerd werd door World Wrestling Entertainment (WWE). Dit evenement was de negende editie van No Way Out en vond plaats in de Thomas & Mack Center in Las Vegas (Nevada) op 17 februari 2008.
De belangrijkste gebeurtenis was een Elimination Chamber match tussen John "Bradshaw" Layfield, Umaga, Chris Jericho, Jeff Hardy, Triple H en Shawn Michaels voor een WWE Championship match op WrestleMania XXIV. Triple H won de match.

## Matchen
| Nr.                                                                          | Match | Winnaar(s)         |
| ---------------------------------------------------------------------------- | --- | ------------------ |
| -                                                                            | Shelton Benjamin vs. Kane in een een-op-eenmatch | Kane               |
| 1                                                                            | Chavo Guerrero (c) vs. CM Punk in een een-op-eenmatch voor het ECW Championship | Chavo Guerrero (c) |
| 2                                                                            | Batista vs. The Great Khali (met Ranjin Singh) vs. Finlay vs. Montel Vontavious Porter vs. Big Daddy V (met Matt Striker) vs. The Undertaker in een Elimination Chamber match voor een World Heavyweight Championship-match op WrestleMania XXIV | The Undertaker     |
| 3                                                                            | Mr. Kennedy vs. Ric Flair in een Career Threatening match | Ric Flair          |
| 4                                                                            | Edge (c) vs. Rey Mysterio in een een-op-eenmatch voor het World Heavyweight Championship | Edge (c)           |
| 5                                                                            | Randy Orton (c) vs. John Cena in een een-op-eenmatch voor het WWE Championship | John Cena (nc)     |
| 6                                                                            | Shawn Michaels vs. John "Bradshaw" Layfield vs. Umaga vs. Triple H vs. Chris Jericho vs. Jeff Hardy in een Elimination Chamber match voor een WWE Championship-match op WrestleMania XXIV                                                        | Triple H           |
| (c) huidige kampioen voor en na de match \| (nc) nieuwe kampioen na de match | |                    |